# Stereosternum

Stereosternum är ett utdött släkte av havsreptiler tillhörande familjen mesosaurider,  som levde under tidiga permperioden i Brasilien. 

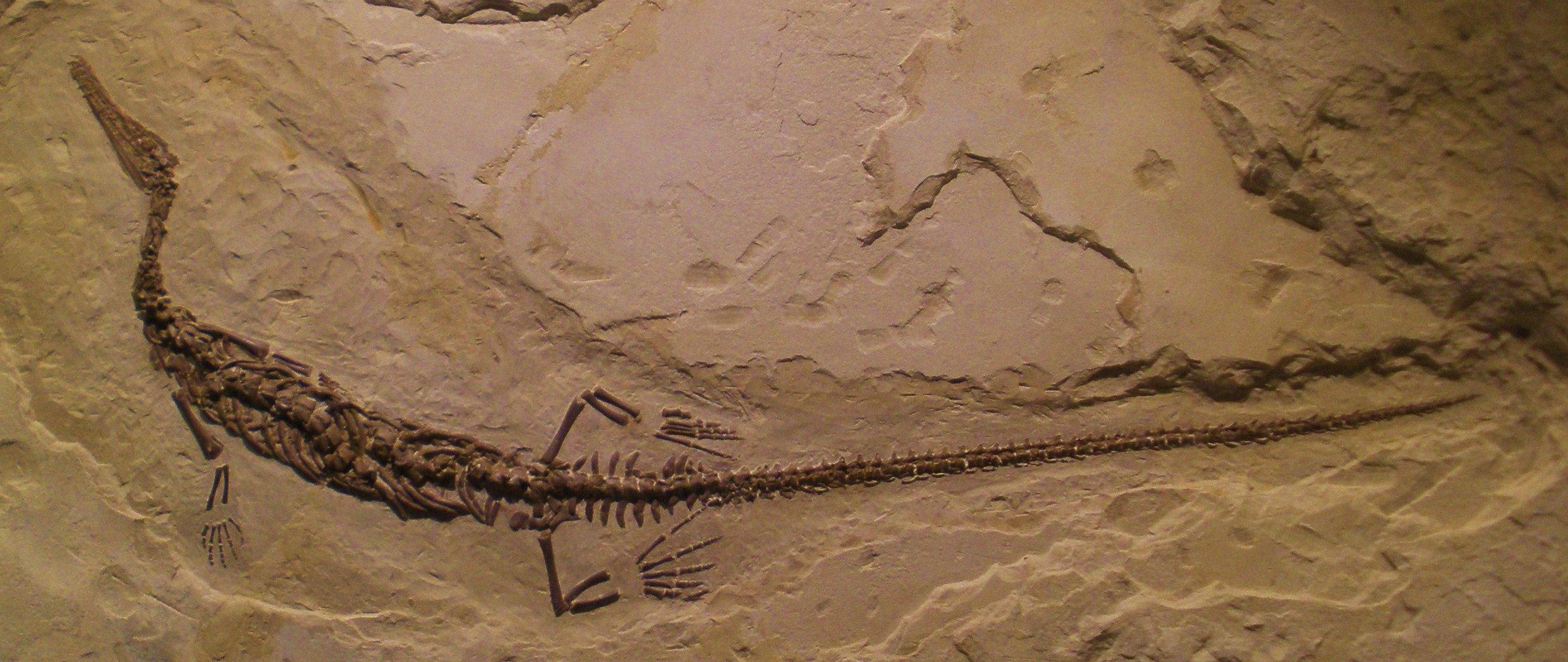
Fossil